# Буджано
Буджа̀но (на италиански: Buggiano) е община в Централна Италия, провинция Пистоя, регион Тоскана. Административен център на общината е градче Борго а Буджано (Borgo a Buggiano), което е разположено на 162 m надморска височина. Населението на общината е 8761 души (към 2018 г.).